# Gensyn med Kaninbjerget
Gensyn med Kaninbjerget af Richard Adams er en fortsættelse af Kaninbjerget. Bogen er skrevet langt senere; men dens hovedhandling ligger i umiddelbar fortsættelse af den første bog.
Betragtet som roman bringer Gensyn med Kaninbjerget egentlig ikke handlingen meget videre. De afgørende og dramatiske hændelser i kaninernes liv skete i Kaninbjerget, og nu kører livet i kolonien videre i et temmelig stabilt spor.
| Bog | Spire Denne artikel om bøger og tidsskrifter er en spire som bør udbygges. Du er velkommen til at hjælpe Wikipedia ved at udvide den. |